# 美濃市立神洞小学校
美濃市立神洞小学校 （みのしりつ かんぼらしょうがっこう）は、かつて岐阜県美濃市に存在した公立小学校。

## 概要
- 校区は美濃市神洞であった。
- 2003年、下牧地区の4つの小学校（長瀬小学校・神洞小学校・片知小学校（休校中の板山分校を含む）・蕨生小学校）を統合し、下牧小学校の新設により廃校。
- 校舎は2018年現在、神洞生涯学習センター[1]に使用されている。

## 沿革
- 1873年（明治6年）4月 - 神洞村に雪洞義校が開校。
- 1880年（明治13年） - 神洞小学校に改称する。
- 1886年（明治19年） - 神洞簡易科小学校に改称する。その後、神洞尋常小学校に改称する。
- 1897年（明治30年）4月1日 - 長瀬村、片知村、蕨生村、神洞村が合併し、下牧村が発足。
- 1897年（明治30年）4月1日 - 長瀬村、片知村、蕨生村、神洞村が合併し、下牧村が発足。
- 1899年（明治32年） - 長瀬尋常小学校、神洞尋常小学校、片知尋常小学校、蕨生尋常小学校が統合され、下牧尋常小学校となる。
- 1901年（明治34年） - 下牧尋常小学校が分立し、神洞尋常小学校が開校。
- 1941年（昭和16年）4月1日 - 神洞国民学校に改称する。
- 1947年（昭和22年）4月1日 - 下牧村立神洞小学校に改称する。
- 1954年（昭和29年）4月1日 - 美濃町、洲原村、下牧村、上牧村、大矢田村、藍見村、中有知村が合併し、美濃市が発足。同時に美濃市立神洞小学校に改称する。
- 2003年（平成15年）3月 - 統合により廃校。